# Disastro naturale
Un disastro naturale è la conseguenza di un evento naturale violento, determinato da particolari fenomeni (vulcani, terremoti, inondazioni...) a volte amplificati dall'attività umana. Può provocare la perdita di vite umane e causare danni la cui entità dipende anche dalla densità di popolazione coinvolta e dalla capacità di  risollevarsi dopo l'evento. Un evento naturale anche potenzialmente molto serio, non viene classificato come disastro naturale se si verifica in zone prive di popolazione vulnerabile; un terremoto in un deserto non provoca infatti danni umani e pochissimi materiali e quindi non rientra nella classificazione dei disastri ambientali. Un disastro provocato dall'azione diretta dell'uomo viene invece considerato come disastro ambientale. 

## Rischi naturali

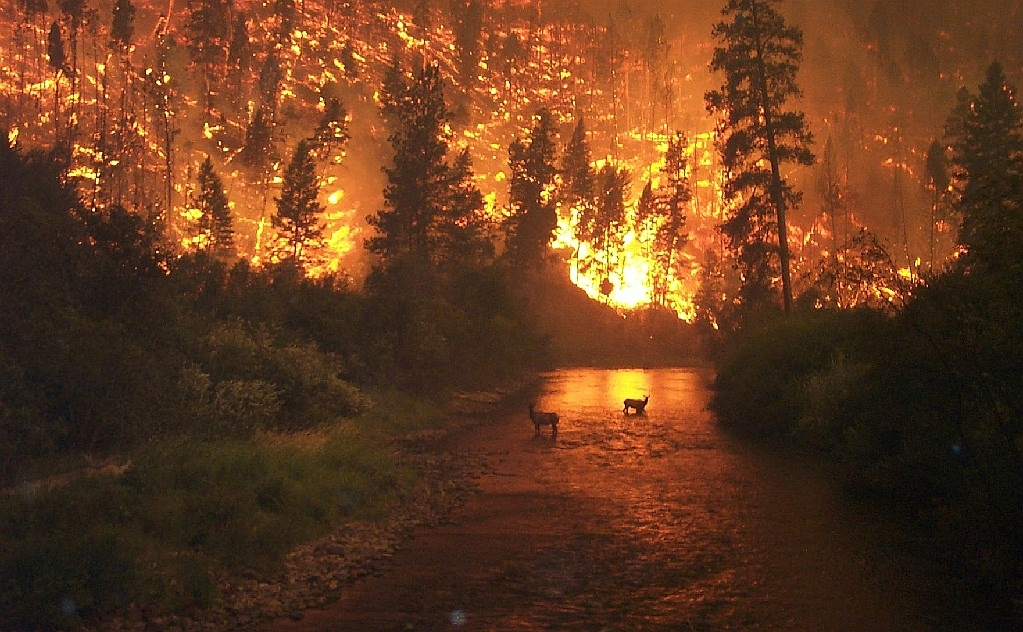
Incendio forestale

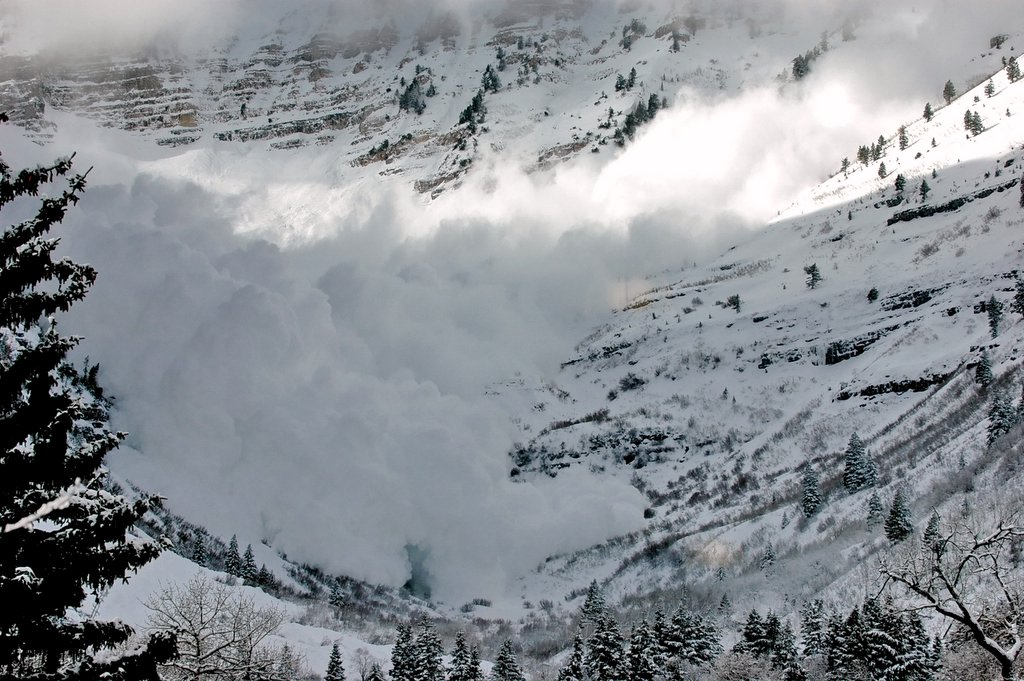
Valanga

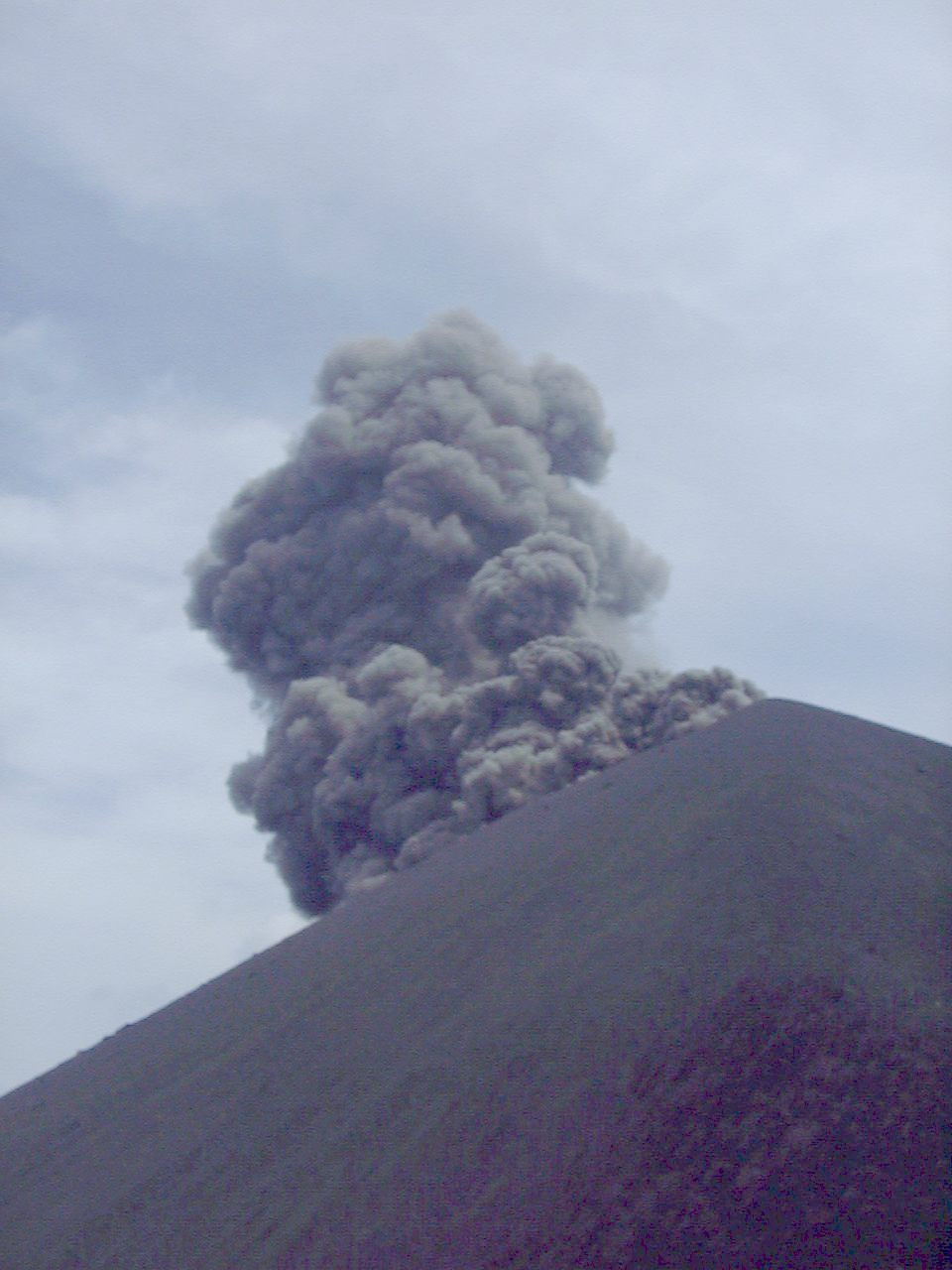
Un'eruzione vulcanica del Krakatoa; la più conosciuta e distruttiva fu l'eruzione del 1883.

### Idrologici
Pioggia di ghiaccio 
Le piogge di ghiaccio sono fenomeni meteorologici in cui precipitano chicchi di ghiaccio, chiamati "grandine", dal cielo. Questi chicchi si formano all'interno di nubi temporalesche, in particolare nei cumulonembi, dove forti correnti ascensionali portano gocce d'acqua in zone di alta quota dove la temperatura è sottozero. Qui, le gocce d'acqua si congelano, formando i chicchi di grandine.
Durante la loro permanenza all'interno della nube, i chicchi di grandine possono crescere ulteriormente, accumulando strati successivi di ghiaccio. Quando diventano troppo pesanti per essere sostenuti dalle correnti ascensionali, cadono verso il suolo. La dimensione della grandine può variare notevolmente, dai piccoli chicchi simili a piselli a grandi palle di ghiaccio del diametro di diversi centimetri.
Le piogge di ghiaccio possono causare danni significativi, specialmente in agricoltura, dove possono distruggere raccolti, e in contesti urbani, dove possono danneggiare veicoli, finestre e tetti. Inoltre, la grandine può rappresentare un pericolo per le persone, causando ferite se vengono colpite dai chicchi di ghiaccio.
Il verificarsi di piogge di ghiaccio è più comune in determinate regioni del mondo, in particolare in zone con clima temperato e in montagna, dove le condizioni per la formazione dei cumulonembi sono più favorevoli.
Eruzione vulcanica
Un'eruzione vulcanica si verifica in zone di attività vulcanica e si può manifestare spesso con una violenta fuoriuscita di magma detriti e ceneri incandescenti, mettendo in pericolo le popolazioni adiacenti al cratere vulcanico o distanti da esso molti chilometri.
Eruzione di tipo limnico
Un'eruzione di tipo limnico, detta anche ribaltamento del lago, è un raro tipo di disastro naturale nel quale il diossido di carbonio (CO2) in soluzione viene improvvisamente rilasciato in grandi quantità dalle acque di alcuni laghi, soffocando la fauna e la flora selvatica, il bestiame e gli esseri umani. Si veda per esempio il disastro del lago Nyos.

Frana
Una frana, o smottamento, è un cedimento del versante roccioso di una montagna, causata dalla rottura di legami di coesione e di attrito che tengono insieme i materiali rocciosi. Di solito, l'agente principale dell'instabilità è la componente della forza di gravità lungo il pendio. La diminuzione della coesione (causata ad esempio dall'acqua) e la presenza di una componente variabile nel tempo dell'accelerazione di gravità (come avviene durante un terremoto) sono fra le concause più importanti del distacco di una frana. 
Valanga
La valanga è un fenomeno che si verifica quando una massa di neve improvvisamente si mette in moto per effetto della rottura delle condizioni di equilibrio del manto nevoso e precipita verso valle. Durante la discesa può trascinare altra neve ed assumere dimensioni sempre maggiori e velocità oltre i 300 km/h.
Lahar

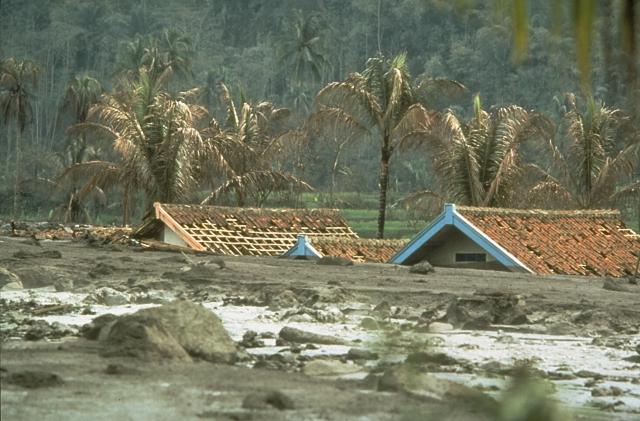
Il lahar del 1982 provocato da un'eruzione vulcanica del Galunggung.

Il lahar è una colata di fango composta di materiale piroclastico e acqua che scorre lungo le pendici di un vulcano, specialmente lungo una valle fluviale. Sono spesso causate da attività vulcaniche. I lahar possono essere molto pericolosi: i lahar prodotti dall'eruzione dei Nevado del Ruiz in Colombia nel 1985 uccisero circa 25000 persone nella città di Armero, seppellita sotto 8 metri di fango e detriti.

### Acqua
Inondazione e alluvione
L'inondazione è un allagamento di un'area da parte di una notevole massa d'acqua. Si può trattare di un fenomeno naturale come lo straripamento dei corsi d'acqua, o allagamenti per azione combinata di alta marea e tifoni in aree costiere, l'arrivo di uno tsunami su una costa, o per improvvisi scioglimenti di nevai o ghiacciai. Quando l'inondazione è causata dalla tracimazione di corsi d'acqua ingrossati per piogge elevate si parla anche di alluvione, a cui possono essere connessi anche fenomeni di erosione e variazione della morfologia delle aree interessate dal fenomeno. In generale la parola alluvione viene usata per indicare un evento di accumulo di sedimenti trasportati dal fiume al di fuori degli argini in seguito ad un'esondazione. 
Maelstrom
Il maelstrom è un fenomeno simile a un gorgo, causato dalla marea lungo la costa atlantica della Norvegia, nei pressi delle isole Lofoten. Due volte al giorno il flusso di marea scorre avanti e indietro nello stretto tra Lofotodden e Værøy: a causa della conformazione dello stretto, angusto e poco profondo, si genera una corrente molto forte, con onde e vortici che rendono pericolosa la navigazione specie con navi di piccole dimensioni. Il fenomeno prende il nome dall'isolotto di Mosken, situato in mezzo allo stretto.
 Maremoto 

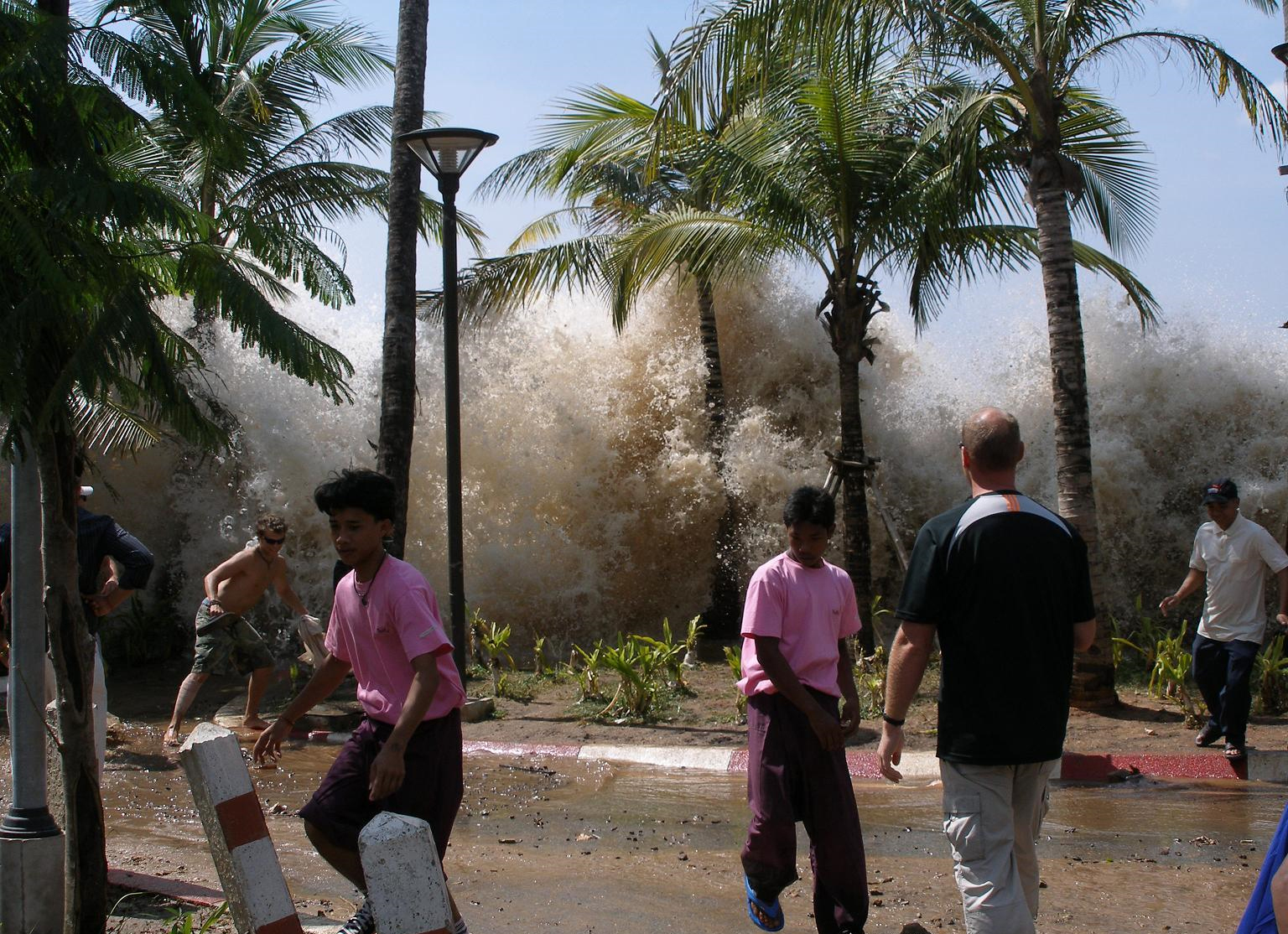
Lo tsunami nell'Oceano Indiano del 2004, appena raggiunge la Thailandia.

Un maremoto, o tsunami, è uno spostamento di ingenti masse d'acqua causato dal movimento della crosta terrestre e, dunque, delle placche da esse formata. È preceduto da una violenta scossa di terremoto.

### Clima
Ondata di caldo
L'ondata di caldo è un periodo di tempo atmosferico durante il quale la temperatura è insolitamente elevata rispetto alle temperature medie usualmente sperimentate in una data regione, in quel periodo e con caratteristiche di persistenza. Il termine non ha dunque significato oggettivo, ma è relativo a una regione (o, meglio ad un clima locale) nel senso che ciò che è percepito dalla popolazione come una temperatura eccessiva in un clima temperato può non esserlo in un'area dal clima maggiormente caldo.

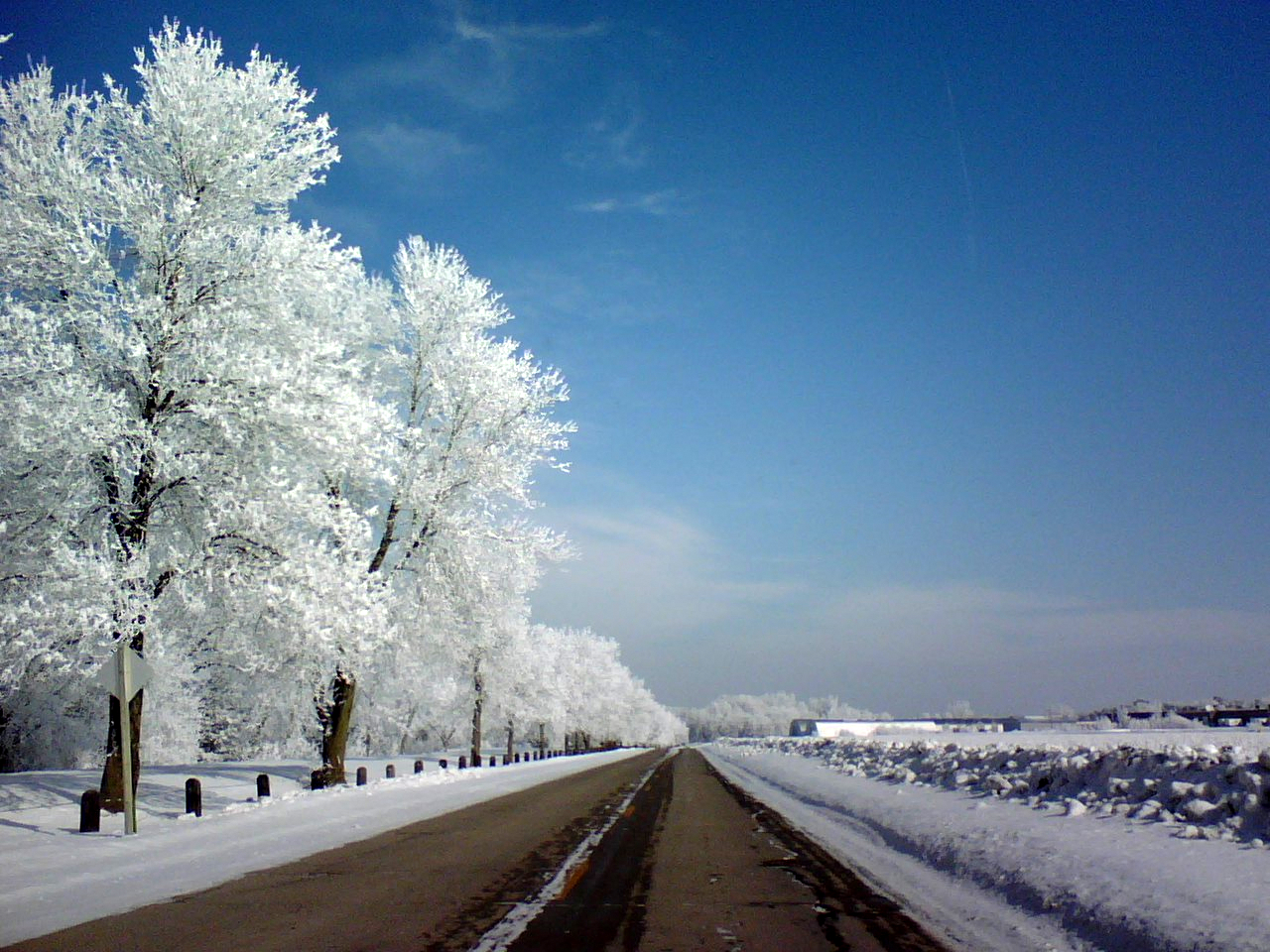
Ondata di freddo
L'ondata di freddo è un periodo di tempo durante il quale la temperatura dell'aria è insolitamente bassa rispetto alle temperature medie usualmente sperimentate in una data regione nello stesso periodo e con caratteristiche tipiche di persistenza. Il termine non ha dunque significato assoluto, ma è relativo ad una regione (o, meglio ad un clima locale) e ad un preciso intervallo temporale nel senso che ciò che è percepito dalla popolazione come una temperatura eccessivamente bassa in un clima temperato può non esserlo in un'area dal clima maggiormente freddo come ad esempio il clima transiberiano o in un altro periodo dell'anno.
Tornado
Il tornado è un violento vortice d'aria che si origina alla base di un cumulonembo e giunge a toccare il terreno. Le trombe d'aria sono fenomeni meteorologici altamente distruttivi, tra tutti i vortici atmosferici quelli a più alta densità energetica o potenza sprigionata, e nell'area mediterranea rappresentano il fenomeno più violento verificabile sia pure con frequenza non elevata. Sono associati quasi sempre a temporali estremamente violenti (supercelle), possono percorrere centinaia di chilometri e generare venti anche fino a 500 km/h.
Ciclone

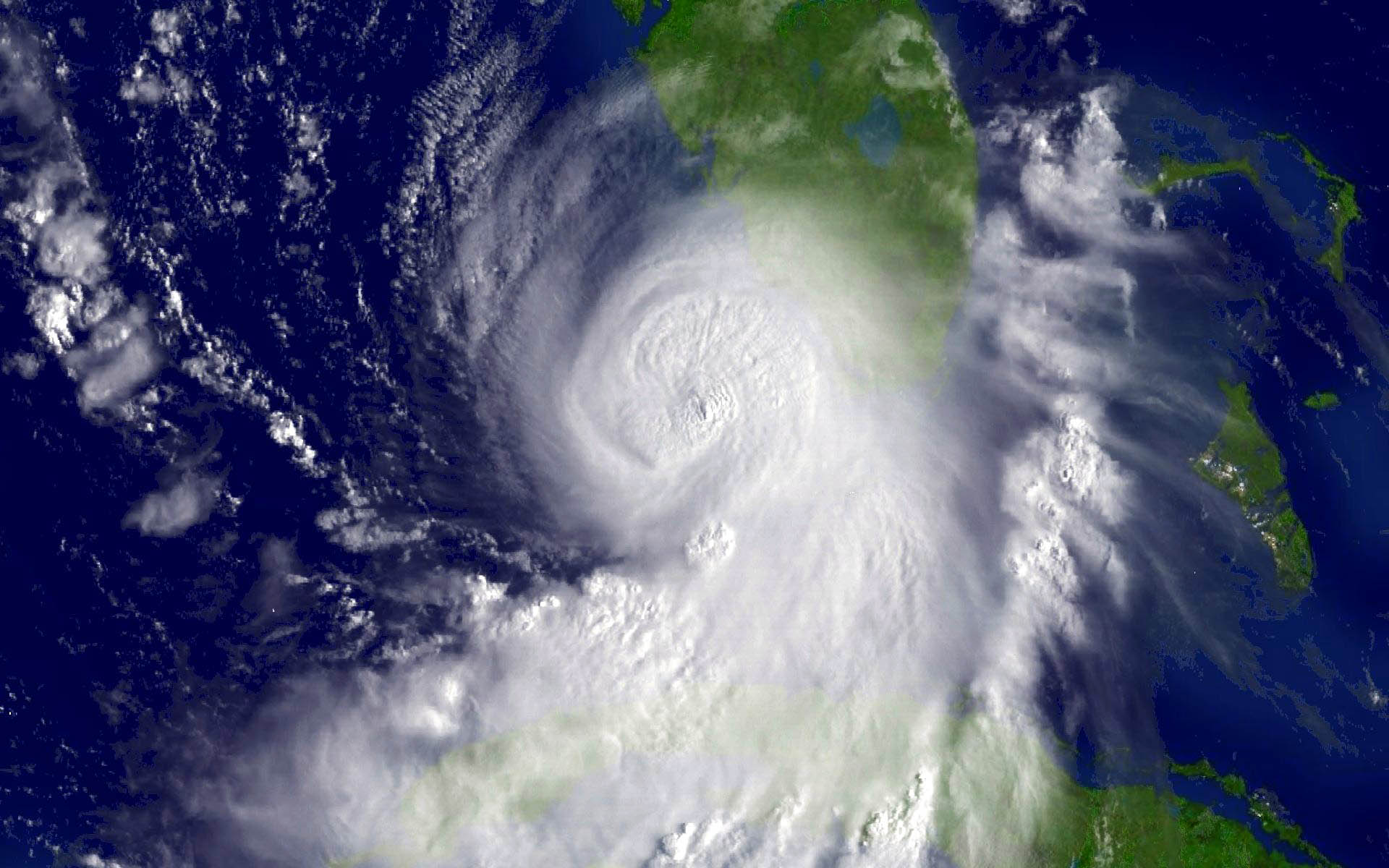
L'uragano Katrina visto da un satellite nell'agosto del 2005.

Il ciclone è una regione atmosferica in cui la pressione è minore di quella delle regioni circostanti alla stessa altitudine (bassa pressione), tipicamente associata a cattivo tempo atmosferico (temporali, pioggia, vento). I cicloni, assieme ai loro fronti meteorologici, sono comunemente detti perturbazioni atmosferiche. 
Uragano
Un uragano è un ciclone tropicale che si forma nell'Oceano Atlantico, usualmente nell'emisfero nord, in estate o autunno, con venti a 250 km/h. 

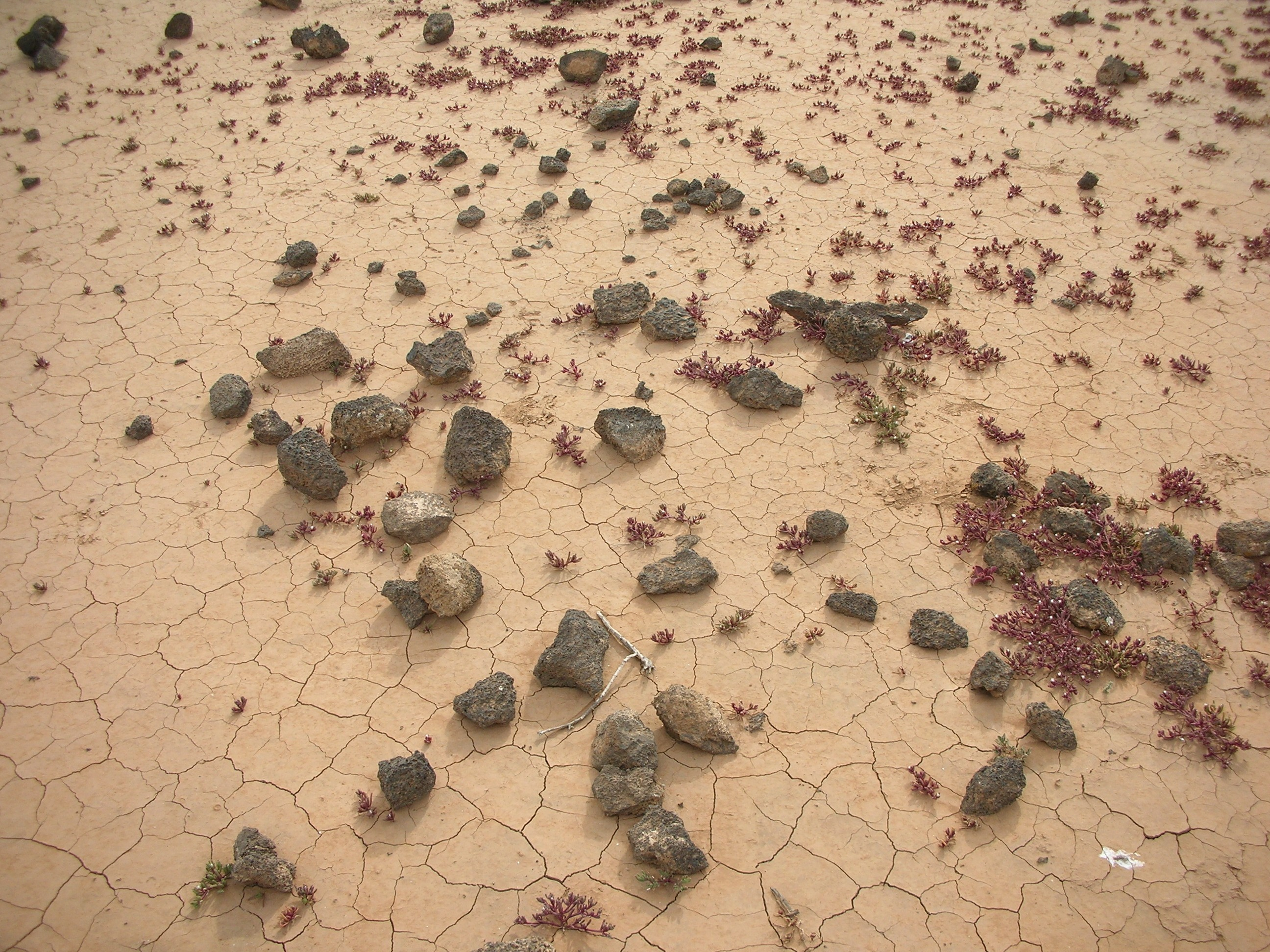
Desertificazione
La desertificazione è un processo climatico-ambientale, che coinvolge la superficie terrestre portando alla degradazione dei suoli, alla scomparsa della biosfera (flora e fauna) ed alla trasformazione dell'ambiente naturale in deserto. Tale processo, solitamente irreversibile, interessa tutti i continenti con intensità ed effetti diversi. Il processo di desertificazione naturale, strettamente connesso alle dinamiche climatiche, ha dato vita nel corso delle ere geologiche alle attuali aree desertiche del pianeta. La desertificazione recente spesso ha origine dallo sfruttamento intensivo della popolazione che si stabilisce nel territorio per coltivarlo oppure dalle necessità industriali e di utilizzo per il pascolo. La desertificazione costituisce un serio pericolo per le regioni aride e secche del pianeta, che costituiscono quasi il 50% delle terre emerse, comprendendo più di 100 paesi con un miliardo di abitanti. Il continente più colpito è l'Africa dove oltre i due terzi delle terre coltivate sono a rischio.

### Fuoco
Incendio
L'incendio è una reazione ossidativa (o combustione) non controllata che si sviluppa senza limitazioni nello spazio e nel tempo dando luogo, dove si estende, a calore, fumo, gas e luce. Gli incendi rappresentano e hanno rappresentato un fattore di rischio per le attività umane e pertanto nel corso del tempo sono state create metodologie per prevenirli e strumenti per combatterli, al fine di evitare danni alle persone ed alle infrastrutture.

### Salute e malattie
Carestia
La carestia è un fenomeno nel quale una larga percentuale della popolazione di una regione soffre per la mancanza o grave insufficienza di derrate alimentari, in seguito a cause naturali (maltempo, epidemie) o umane (guerre). La carestia colpisce in particolare i paesi in via di sviluppo, ed è tradizionalmente associata al naturale ciclo del cattivo raccolto in agricoltura e alle malattie infettive.
Epidemia
L'epidemia è il diffondersi di una malattia, in genere infettiva, che colpisce quasi simultaneamente una collettività di individui, ovvero una data popolazione umana, con una ben delimitata diffusione nello spazio e nel tempo, avente la stessa origine. Poiché in una data popolazione, ogni anno, è atteso il verificarsi di un certo numero di eventi morbosi, un'epidemia comporta un numero di casi in eccesso rispetto ai valori attesi per quella determinata comunità, e sulla base delle esperienze e del numero di casi storici di morbosità.
Pandemia
Una pandemia è una epidemia la cui diffusione interessa più aree geografiche del mondo, con un alto numero di casi gravi ed una mortalità elevata. Nella storia si sono verificate numerose pandemie, fra le più recenti si ricordano l'"influenza spagnola" nel 1918, l'"influenza asiatica" nel 1957, l'"influenza di Hong Kong" nel 1968, l'HIV, la pandemia di COVID-19 nel 2020.

### Spazio

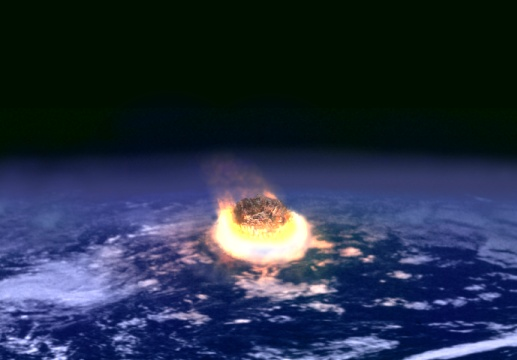
Impatto meteoritico
Un evento di impatto astronomico consiste nella collisione di un grosso meteoroide, asteroide, cometa, o altra classe di oggetto celeste contro la Terra o contro un altro pianeta. Nel corso della storia conosciuta, si sono verificati centinaia di eventi d'impatto "minori" (a parte i numerosissimi bolidi esplosi nell'atmosfera, noti come "stelle cadenti") e sono stati segnalati, in qualche caso causando danneggiamento alle proprietà o all'ambiente locale, ma molto raramente feriti e morti. Un impatto astronomico contro un oceano o mare può generare uno tsunami, che può causare distruzione sia in mare (nei bassi fondali) che nelle zone costiere.
Brillamento solare (flare)
Il brillamento solare è una violenta eruzione di materia che esplode dalla fotosfera di una stella, sprigionando una energia equivalente a varie decine di milioni di bombe atomiche. È causato da un improvviso rilascio di energia in occasione di un fenomeno di riconnessione delle linee del campo magnetico.